# Sonce
Sonce je osrednja točka našega Osončja. Vsa ostala nebesna telesa krožijo okrog njega. Vendar pa tudi Sonce ne miruje. Ob robu naše galaksije Mlečne ceste kroži okrog njenega središča. A tudi galaksija ne miruje. Tudi ona sama potuje. Grki so Sonce imenovali Helios, Rimljani pa Sol.
V Soncu je zbrane 99,8 % vse mase Osončja. Preostanek mase se večinoma nahaja v Jupitru, le majhen del si je delijo vsa ostala nebesna telesa Osončja. Sonce je popolnoma povprečna zvezda tipa G2. Po velikosti sodi med 10 % največjih zvezd v naši galaksiji Mlečni cesti, ki je sestavljena iz okrog 100 milijard zvezd. Povprečna velikost zvezd v Mlečni cesti je manj kakor 50 % velikosti Sonca.
Sedanje Sonce je sestavljeno iz 70 % vodika, 28 % helija, ostalo so vsi ostali kemijski elementi. Sonce počasi pretvarja vodik v helij. Pri tem se sproščajo različna valovanja, ki jih kot toploto, svetlobo in različna žarčenja zaznamo na Zemlji. Sonce se vrti okrog svoje osi. A ker je velika plinasta krogla, se njegovi deli vrtijo različno hitro. Na ekvatorju naredi en obrat na 25,4 dni, na polih pa na vsakih 36 dni. V sredini ima jedro, ki ima premer 25 % njegovega celotnega premera. Jedro se enakomerno vrti in se obnaša kot čvrsto telo. Na površini jedra vladajo peklenski pogoji. Toplota površine Sonca je 500678 tisoč  Kelvina in pritisk znaša 250 milijard atmosfer. Zlivanje jeder vodika v helijeva jedra tvori ogromno energijo, ki znaša 386 milijard milijard kilovatov vsako sekundo. Tako se vsako sekundo 600 milijonov ton vodika spremeni v 596 milijonov ton helija. 5 milijonov ton na sekundo predstavlja gama žarčenje, ki prodira skozi sončev plašč do fotosfere. Fotosfera je Sončeva površina, ki jo vidimo. Pri tej poti skozi sončev plašč se moč žarčenja zmanjša, saj se vrača nazaj na jedro. Nekaj žarčenja le pride do roba fotosfere in odleti s Sonca kot vidna svetloba in toplotno žarčenje. Temperatura fotosfere je 5800 stopinj Kelvina. Včasih na površju opazimo temnejše Sončeve pege, te imajo temperaturo 3800 stopinj Kelvina. Sončeve pege nastajajo zaradi vpliva sončevega magnetnega polja. Vendar način njihovega nastanka še ni zadovoljivo pojasnjen. Nad fotosfero se razprostira še tanka kromosfera. Nad njo je še skrajno razredčena korona. Ta razprostira milijone kilometrov daleč v vesolje. Lepo je vidna ob Sončnem mrku kot bleščeč obroč. Temperature plinov v njej lahko dosežejo tudi do milijon stopinj Kelvina.
Sončevo magnetno polje je izredno močno in sega daleč za Pluton. Domnevajo, da na robu tega polja leži Oortov oblak ledenih nebesnih teles, ki so skrajni rob našega Osončja. Poleg toplote in svetlobe Sonce oddaja tudi slab tok naelektrenih delcev. To so v glavnem elektroni in protoni. Imenujemo jih Sončev veter. Sonce jih seva enakomerno s hitrostjo 450 km/sekundo. Le ob večjih izbruhih, ki so vidni kot velikanske ognjene bakle ali protuberance, se jakost Sončevega vetra poveča. Sončne pege in protuberance se pojavljajo v dokaj enakomernem 11-letnem ciklusu. A sončev veter vpliva na poti umetnih satelitov, saj jih kar naprej odriva od začrtane trajektorije. Iz ledenih nebesnih teles, kometov, izriva lažje delce in tvori njihove repe. Ob večjih izbruhih delci sončevega vetra zadenejo tudi ob Zemljino magnetno polje. S tem ga približajo površju in delci sončevega vetra zadevajo ob delce v Zemljinem ozračju. Pojavi se barvni severni sij ali aurora borealis. Delci so tudi nevarni za človeka in zato morajo astronavti nositi zaščitna oblačila. Ob večjih izbruhih se morajo zateči v posebej zaščitene dele vesoljskih postaj. Možno bi bilo izdelati vesoljsko ladjo z jadrom, ki bi za pogon uporabila enakomeren pritisk Sončevega vetra.
Sonce je staro 4,5 milijarde let, prav toliko kot naše Osončje. Od nastanka je porabilo okrog 50 % vodika. Tako predvidevajo, da bo sijalo enako kot doslej še naslednjih 5 milijard let. Ob koncu svoje dobe se bo razširilo za polovico sedanjega obsega. Ko bo porabilo ves svoj vodik, se bo radikalno spremenilo in vase pogoltnilo vse svoje planete.

## Zgradba Sonca
Naše sonce je velikanska vrteča se krogla žarečih plinov. Sestavljena je iz vodika (73,5 %) in helija (24,9 %), sledov kisika, ogljika in drugih elementov. Sončeva površina ni gladka ampak podobna brbotajočem kotlu žarečih plinov. Od časa do časa se z njegove površine odlepijo loki (izbruhi). Preko več let se pojavljajo in izginevajo hladnejše temne lise (Sončeve pege), ki nastanejo ko silnice magnetnega polja prebadajo fotosfero.
V samem središču Sonca je sredica, ki ima 15 milijonov stopinj Celzija. Energija, ki zaradi zlivanja jeder sprosti v sredici, prehaja skozi sevalno plast v konvektivno plast. Od tod vroči plini privrejo na površje, kjer se ohladijo in potonejo. Energija doseže fotosfero, nato pa seva navzven skozi Sončevo atmosfero.

## Sončev mrk
Sončev mrk nastane, ko ležijo Sonce, Luna in Zemlja na premici, v točno tem vrstnem redu. Gledano z Zemlje je Luna pred Soncem in tako je zakrita celotna svetloba s Sonca ali le del nje. Sončev mrk je zelo redek nebesni pojav, a vendar eden najbolj veličastnih. Natančneje ločimo popolne mrke, pri katerih Luna zakrije celotno Sončevo ploskev, delne mrke, pri katerih je zakrit le del, in kolobarjaste mrke, pri katerih Luna zakrije le srednji del Sončevega površja.

## Polarni sij
Če oblaki električnih delcev, ki se sproščajo ob Sončevih izbruhih, dosežejo Zemljo, na nebu ustvarijo čudovito zaveso migljajoče svetlobe, ki se v polarnih območjih kaže kot polarni sij. Plešoča svetloba aurore borealis je res prelepa, a velikanske eksplozije na Soncu prinašajo tudi nevarnosti. V nekaj sekundah izbrizgnejo več energije, kot so jo doslej proizvedle vse elektrarne na svetu.
Polarnega sija ni mogoče napovedati, zato ga je tudi težko opazovati. Na nebu oblikuje svetlobne loke, žarke in zavese.
Vsakič je drugačen. Pokazati se mora v temni noči, še najlaže pa ga je videti na območjih skrajnih severnih in južnih zemljepisnih širin, na primer na Škotskem, v kanadski Novi Škotski in na Aljaski ter na južnem otoku Nove Zelandije. Kadar je na soncu malo Sončevih peg, je malo verjetno, da bo prišlo do pojava severnega oziroma južnega polarnega sija.

## Fizikalne in druge značilnosti
- Sončevo sevanje
- Sončeva energija
- Sončev veter
  - severni sij
  - južni sij
- fotosfera
- kromosfera
- korona
- mrk